# Kanton Celavo-Mezzana
Kanton Celavo-Mezzana (francouzsky Canton de Celavo-Mezzana) je francouzský kanton v departementu Corse-du-Sud v regionu Korsika. Tvoří ho 10 obcí.

## Obce kantonu
- Bocognano
- Carbuccia
- Cuttoli-Corticchiat
- Peri
- Sarrola-Carcopino
- Tavaco
- Tavera
- Ucciani
- Valle-di-Mezzana
- Vero